# Cryptophion espinozai
Cryptophion espinozai är en stekelart som beskrevs av Ian D. Gauld och Janzen 1994. Cryptophion espinozai ingår i släktet Cryptophion och familjen brokparasitsteklar. Inga underarter finns listade i Catalogue of Life.